# Pokazowa Zagroda Żubrów w Pszczynie

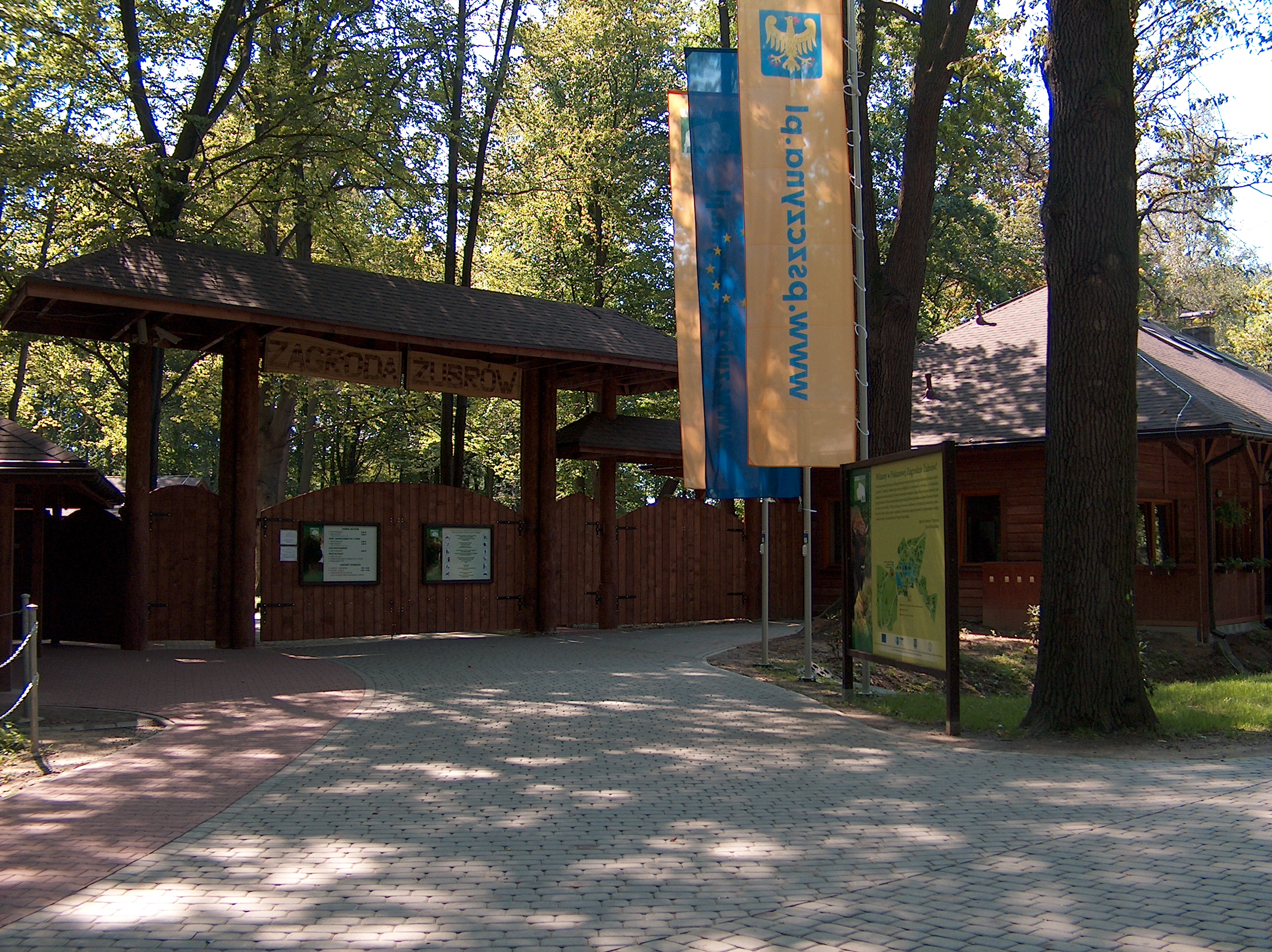
Wejście do Pokazowej Zagrody Żubrów w Pszczynie

Pokazowa Zagroda Żubrów w Pszczynie – hodowla żubrów, udostępniana zwiedzającym. Położona jest w Pszczynie, na terenie zabytkowego Parku Pszczyńskiego, w części zwanej „Park Zwierzyniec”. W jej skład wchodzą dwie zagrody o łącznej powierzchni ok. 10 ha wraz z infrastrukturą, m.in. paśnikami, zagrodą kwarantanny oraz magazynami karmy.
Oprócz żubrów można jeszcze zobaczyć muflony, jelenie szlachetne, daniele i sarny oraz kilka gatunków ptaków: kaczki krzyżówki, kazarki rdzawe, bernikle kanadyjskie, gęsi łabędzionose, łabędzie, pawie indyjskie. Zwiedzający mogą zwiedzić także ekspozycje na temat fauny i flory ziemi pszczyńskiej i zobaczyć trójwymiarowy seans o żubrach.